# Karin Luts-Arumaa

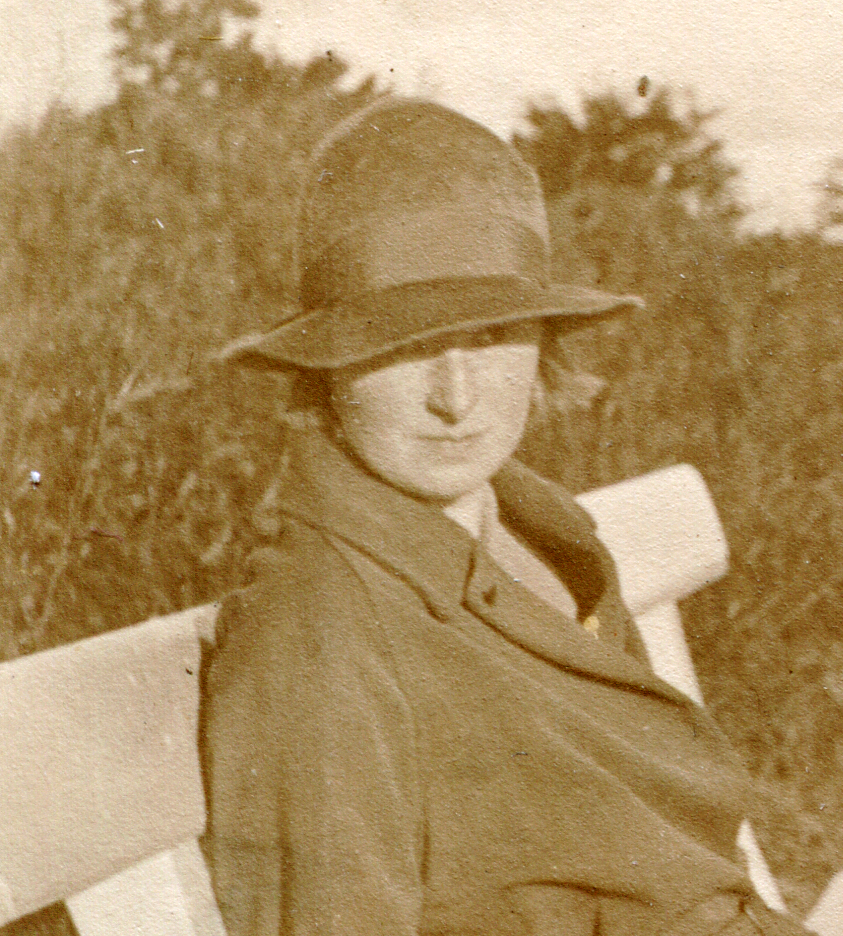
Karin Luts mellan 1925 och 1929

Karin Luts-Arumaa född 29 april 1904 i Viljandimaa, Estland, död 14 maj 1993 i Stockholm var en svensk tecknare och målare. Hon var dotter till läraren Andres Luts och Julie Marie Gentalen och från 1944 gift med professorn Peeter Arumaa.
Luts-Arumaa studerade konst vid konsthögskolan Pallas i Dorpat 1922-1928 och som stipendiat i Paris 1928-1929 och Rom 1939.
Hon har genomfört några smärre separatutställningar i Stockholm 1946,1947,1948 och 1955 samt medverkat i ett flertal samlingsutställningar bland annat i Finland, Danmark, USA och Italien samt i estniska konstnärers utställningar i Sverige
Hon har illustrerat ett flertal böcker bland annat  Betti Alvers Estniska diktsamlingar 1945 och August Gailits Flammande hjärta 1955.

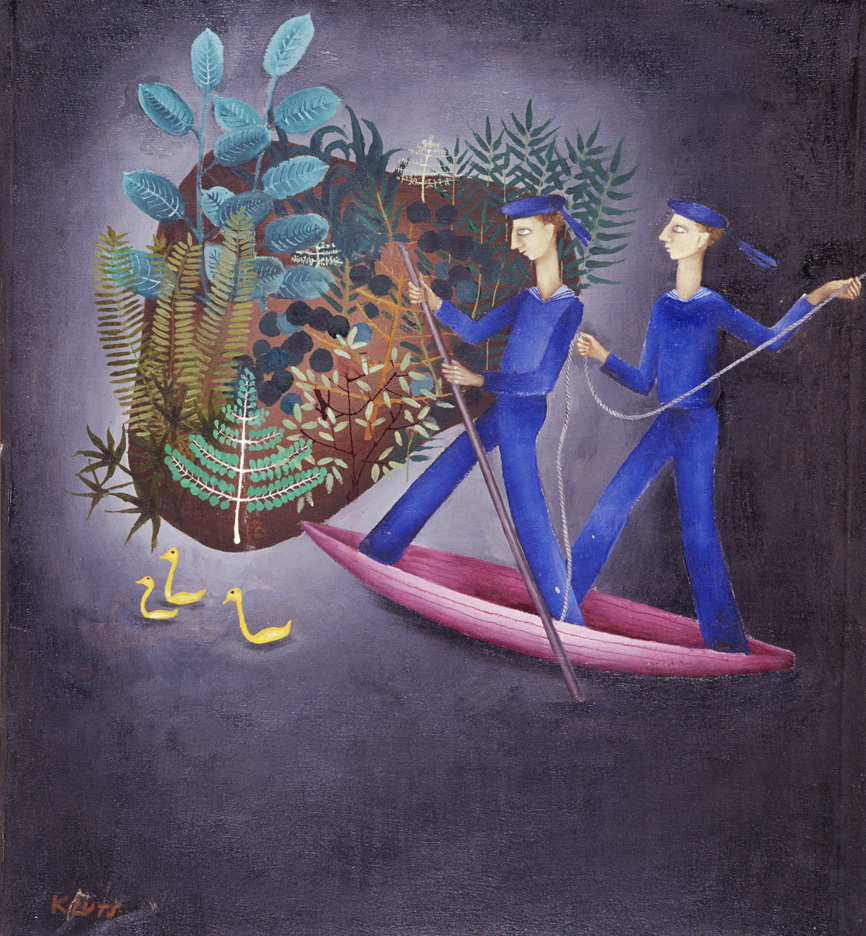
"Kompositsioon. Õnnesaar", 1927
"Aednik", 1928
"Süüta laste tapmine", 1928
"Leerilapsed", 1936
"Kaluritüdruk rannal", 1943